# Rotala cookii
Rotala cookii är en fackelblomsväxtart som beskrevs av K.T. Joseph och V.V. Sivarajan. Rotala cookii ingår i släktet Rotala och familjen fackelblomsväxter. Inga underarter finns listade i Catalogue of Life.